# نظریه انتقادی
نظریهٔ انتقادی جنبشی فکری-فلسفی است که به نقد جامعه و فرهنگ در سرتاسر علوم اجتماعی و انسانی می‌پردازد. آرمانِ این نظریه این است که ساختارهای قدرت را آشکارا به انتقاد بکشد چراکه باور دارد مشکلات اجتماعی، بیشتر ناشی از ساختارهای اجتماعی و مفروضات فرهنگی هستند تا از افراد.
این اصطلاح دارای دو معنای کاملاً مختلف با ریشه‌های متفاوت است. یکی ریشه در جامعه‌شناسی و دیگری ریشه در نقد ادبی دارد که در بخش جامعه‌شناسی و فلسفهٔ سیاسی، اصطلاح نظریهٔ انتقادی با فلسفهٔ نئومارکسیستی و مکتب فرانکفورت توصیف شده است. این نظریه از سوی متفکّران مکتب فرانکفورت ارائه شد و تأثیر شگرفی بر اندیشهٔ سیاسی، جامعه‌شناسی و اندیشهٔ فرهنگی قرن بیستم بر جای گذاشت.
این نظریه در سال ۱۹۳۰ در آلمان ارائه شد. دراین سال ماکس هورکهایمر کتاب کوچکی با عنوان «سرآغاز فلسفهٔ بورژوایی تاریخ» منتشر کرد که دربارهٔ تاریخ فلسفهٔ مدرن بود.
از جمله آثار کلیدی که در بدو تولّد این نظریه نگاشته شده است، مقالهٔ «نظریهٔ سنّتی و نظریهٔ انتقادی» اثر ماکس هورکهایمر است. در این مقاله هورکهایمر در برابر نظریهٔ سنّتیِ مبتنی بر روش‌شناسیِ دکارت، نظریهٔ انتقادی را مطرح می‌کند. این نظریه نشأت‌گرفته از عقاید مارکس است و بر نظریه‌های سنّتی به‌دلیل عدم توجّه به ساختارهای فراگیرتر اجتماعی که دانش از آنان تأثیر می‌گیرد و بر آن‌ها تأثیر می‌گذارد خرده گرفته است.

## نگاه اجمالی
دانش‌نامهٔ فلسفهٔ استنفورد، میان «نظریه انتقادی» به عنوان محصول چندین نسل از فیلسوفان آلمانی و نظریه پردازان اجتماعی مکتب فرانکفورت و هر رویکرد فلسفی که به دنبال رهایی انسان است و فعالانه برای تغییر جامعه تلاش می‌کند و ادعای انتقادگری دارد، تمایز قائل می‌شود. (و این تمایز را با نگارشِ عنوان «نظریهٔ انتقادی» با حروف بزرگ لاتین یا حروف کوچک نشان می‌دهد) رویکردهای فلسفی در این تعریفِ گسترده‌تر، شامل نظریه انتقادی نژاد، فمینیسم و اَشکال پسااستعمارگرایی است.
ماکس هورکهایمر برای نخستین بار، نظریهٔ انتقادی را در مقاله ۱۹۳۷ خود یا نام «نظریه سنتی و انتقادی»، به عنوان یک نظریه اجتماعی که معطوف به نقد و تغییر جامعه به‌عنوان یک کل است، تعریف کرد. این، برخلاف نظریه سنتی است که تنها معطوف به درک یا توضیحِ وضعیت است. هورکهایمر که می‌خواست نظریه انتقادی را به عنوان شکلی رادیکال و رهایی‌بخش از فلسفه مارکسیستی متمایز کند، هم مدلِ علم ارائه‌شده توسط پوزیتیویسمِ منطقی نقد کرد و هم آنچه را که او و همکارانش به عنوان «پوزیتیویسم و اقتدارگراییِ پنهان مارکسیسم ارتدوکس و کمونیسم» می‌شناختند. او نظریه‌ای که به دنبال «رهایی انسان‌ها از شرایطی که ایشان را به بردگی می‌کشد» را انتقادی توصیف کرد. نظریه انتقادی شامل یک بعد هنجاری است که یا جامعه را اساس برخی از نظریه‌های کلی ارزش‌ها یا هنجارها نقد می‌کند یا آن را بر اساس ارزش‌های مورد حمایت خود به نقد می‌کشد. به‌طور قابل توجهی، نظریه انتقادی نه تنها ساختارهای قدرتِ اجتماعی را مفهوم‌سازی و نقد می‌کند، بلکه مدلی مبتنی بر تجربه را برای پیوندِ جامعه به موضوعِ انسانی ایجاد می‌کند. از جاه‌طلبی‌های جهانیِ سنت دفاع می‌کند، اما این کار را در چارچوب خاصی از تحقیقات اجتماعی-علمی و تاریخی انجام می‌دهد.
مفاهیم اصلی نظریه انتقادی این است که باید:
- به کلیت جامعه در ویژگی تاریخی آن معطوف شد (یعنی چگونگی پیکربندی آن در یک مقطع زمانی خاص)
- بهبود درک جامعه با ادغام همهٔ علوم اجتماعی اصلی، از جمله جغرافیا، اقتصاد، جامعه‌شناسی، تاریخ، علوم سیاسی، مردم‌شناسی و روان‌شناسی

«پست‌مدرنیسم|نظریهٔ انتقادی پسامدرن» هم یکی دیگر از محصولات اصلی نظریه انتقادی است. تجزیه و تحلیل هویت‌های فرهنگی برایِ به چالش کشیدنِ ساختارهای دوران مدرن مانند فراروایت‌ها، عقلانیت و حقایق جهانی از اهداف این نظریه است. این نظریه می‌کوشد مشکلات اجتماعی را سیاسی بکند و آن‌ها در برابر زمینه‌های تاریخی و فرهنگی قرار بدهد، تا این مشکلات را در فرایند جمع‌آوری و تحلیل داده‌ها دخیل کند و یافته‌های آنها را نسبی کند.

### کانت
انتقادی‌نامیدن این نظریه، الهامی است از امانوئل کانت در نقد عقل محض و از مارکس که می‌گفت سرمایه‌داری با «نقد اقتصاد سیاسی» حاصل می‌شود.
در ایده‌آلیسم استعلایی کانت، نقد به معنای بررسی و تعیین حدود اعتبار یک قوه، نوع یا مجموعه‌ای از دانش است که به‌ویژه با محاسبه محدودیت‌های مفاهیم بنیادی و غیرقابلِ فروکاستِ آن نظامِ دانش حاصل می‌شود. مفهوم نقد کانت با واژگونی باورهای نادرست، جزمی و اثبات‌ناپذیرِ فلسفی، اجتماعی و سیاسی همراه است. نقد عقل او شامل نقد عقاید الاهیاتی و متافیزیکی جزمی بود و با افزایش استقلال اخلاقی و نقد روشنگرانه خرافات و اقتدار غیرعقلانی در هم آمیخت. دلیل اینکه بسیاری از محافل «رئالیست انتقادی» او را نادیده گرفته‌اند این است که انگیزه فوری کانت برای نوشتن نقد عقل محض، پرداختن به مشکلات ناشی از تجربه‌گرایی شکاکانه دیوید هیوم بود که در حمله به متافیزیک، از عقل و منطق استفاده می‌کرد تا بر ضد شناخت‌پذیری استدلال کند. کانت، به‌کارگیری ادعاهای متافیزیکی پیشینی را به عنوان یک الزام مطرح کرد چون اگر قرار است چیزی شناخت‌پذیر باشد، باید بر اساس انتزاعات متمایز از پدیده‌های درک‌پذیر استوار شود.

### مارکس
مارکس به روشنی مفهوم نقد را به نقد ایدئولوژی گستراند و آن را با عمل انقلاب اجتماعی پیوند زد؛ همان‌طور که در بخش یازدهم تزهای خود دربارهٔ فویرباخ می‌گوید: «فیلسوفان، جهان را از روش‌های گوناگون، تنها تفسیر کرده‌اند. نکته، تغییرِ آن (جهان) است.»

### آدورنو و هورکهایمر
یکی از ویژگی‌های متمایز نظریه انتقادی، همان‌طور که تئودور آدورنو و ماکس هورکهایمر در کتابِ دیالکتیک روشنگری (۱۹۴۷) توضیح دادند، دوگانگی در مورد «منبع» یا بنیانِ «نهایی سلطه اجتماعی» است؛ دوگانگی‌ای که موجب بدبینی نظریه انتقادیِ نو در مورد امکان رهایی و آزادی انسان شد. این دوگانگی ریشه در شرایط تاریخی‌ای داشت که در اثر در آن، اشکالی تازه از سلطه اجتماعی مانند نازیسم، سرمایه‌داری دولتی، و صنعت فرهنگ پدید آمدند که نمی‌توانستند به اندازه کافی با شرایط جامعه‌شناسی مارکسیستیِ سنتی توضیح داده شوند.
برای آدورنو و هورکهایمر، مداخله دولت در اقتصاد عملاً تنش سنتی بین «روابط تولید» مارکسیستی و «نیروهای مولد مادی» جامعه را زدوده بود. بازار (به عنوان یک مکانیسمِ «ناخودآگاه» برای توزیع کالا) با برنامه‌ریزی متمرکز جایگزین شده بود.
برخلاف پیش‌بینی مارکس در «مقدمه‌ای بر نقد اقتصاد سیاسی»، این تغییر به «عصر انقلاب اجتماعی» منجر نشد، بلکه به «فاشیسم» و «تمامیت‌خواهی» منجر شد. برای آدورنو و هورکهایمر، این پرسش مطرح شد که چگونه می‌توان تداوم ظاهری سلطه در غیاب تناقضی که بر اساس نظریه انتقادی سنتی منشأ خود سلطه بود را توضیح داد.

### هابرماس
در دهه ۱۹۶۰، یورگن هابرماس، یکی از طرفداران نظریه اجتماعی انتقادی،, در کتابِ «دانش و علایق انسان»، بحثِ معرفت‌شناسی را با بازشناسیِ دانش انتقادی بر اساس اصولی که آن را از علوم تجربی یا علوم انسانی متمایز می‌کرد، ارتقا داد. هرچند هابرماس با اندیشهٔ آدورنو و هورکهایمر در کتاب «دیالکتیک روشنگری» موافق نیست اما با این دیدگاه موافق است که در قالب عقلانیت ابزاری، دوران مدرنیته نشان‌دهنده دور شدن از رهایی روشنگری و به حرکت سوی شکل نوینی از بردگی است. در آثار هابرماس، نظریهٔ انتقادی از ریشه‌های نظری خود در ایدئالیسم آلمانی فراتر رفت و به عمل‌گرایی آمریکایی نزدیک‌تر شد.
ایده‌های هابرماس در مورد رابطه بین مدرنیته و عقلانی‌شدن تأثیر ماکس وبر است. هرچند معرفت‌شناسی او به‌طور گسترده مارکسیستی باقی مانده اما او بیشترِ عناصرِ برگرفته از ایدئالیسم آلمانی هگلی در نظریه انتقادی را منحل کرد. شاید دو ایدهٔ تأثیرگذار او، مفاهیم حوزه عمومی و کنش ارتباطی باشند که تا اندازه‌ای به عنوان واکنشی به چالش‌های جدید پساساختاری یا به اصطلاح «پسامدرن» در برابر گفتمان مدرنیته هستند. هابرماس، مکاتبات منظمی با ریچارد رورتی داشت و شاید حس قوی‌ای از عمل‌گراییِ فلسفی در اندیشه او احساس شود که اغلب مرزهای بین جامعه‌شناسی و فلسفه را درمی‌نوردد.

### نظریه‌پردازانِ معاصرِ انتقادی
فیلسوفان و پژوهشگرانِ معاصری که بر درک و نقد نظریهٔ انتقادی تمرکز کرده‌اند اکسل هونت و راحل جاگی(Rahel Jaeggi) هستند. هونت به خاطر آثارش «آسیب‌شناسی عقل» و «میراث نظریه انتقادی» که در آنها می‌کوشد هدف نظریه انتقادی را در زمینه مدرن توضیح دهد، شناخته شده است. جاگی هم بر هدف اصلی نظریه انتقادی و هم بر درک مدرن‌ترِ آن تمرکز می‌کند و برخی استدلال می‌کنند که پایه تازه‌ای برای استفاده مدرن از نظریه انتقادی ایجاد کرده است.
هونت نظریه‌ای را پایه‌گذاری کرد که بسیاری از آن برای درک نظریه انتقادی استفاده می‌کنند و آن را «نظریه بازشناسی» می‌نامند. او در این نظریه ادعا می‌کند که برای اینکه کسی مسئول خودش و هویت خودش باشد، باید توسط اطرافیانش نیز به رسمیت شناخته شود: بدون به‌رسمیت‌شناسیِ همتایان و جامعه، نظریه انتقادی نمی‌توانست رخ دهد.
جاگی در مورد هزینهٔ سرمایه‌داری برای جامعه سخن می‌گوید. او در طول نوشته‌ها و نظریه‌های متعدد خود در مورد ضرورت و کاربرد سرمایه‌داری در رابطه با نظریه انتقادی تردید داشته است. به نظر می‌رسد اکثر تفاسیر جاگی از نظریه انتقادی بر خلاف مبانی هابرماس عمل می‌کنند و از نظر نحوهٔ نگریستن به اقتصاد از دریچه نظریه، بیشتر از طریقهٔ هونت پیروی می‌کنند. او در بسیاری از عقاید هانت سهیم است و بسیاری از آثار او می‌کوشند از آنها در برابر انتقاداتی که هانت دریافت کرده است دفاع کنند.

## نقد
با این که نظریه‌پردازان انتقادی غالباً تحت عنوان روشنفکران مارکسیست تعریف شده‌اند، گرایش آنان به محکوم کردن برخی مفاهیم مارکسیستی و ترکیب تحلیل مارکسی با دیگر سنت‌های جامعه‌شناسانه و فلسفی منتج به اتهامات تجدیدنظرطلبی از سوی مارکسیست‌های ارتدکس، کلاسیک و تحلیلی و فلاسفه مارکسیست-لنینیست شده. مارتین جی اظهار کرده که نسل اول نظریهٔ انتقادی را بهتر می‌توان نه به عنوان مروج یک برنامهٔ مشخص فلسفی یا یک ایدئولوژی مشخص، بلکه به عنوان یک «خرمگس اجتماعی از دیگر نظام‌ها» فهمید.
نظریه انتقادی به دلیل ارائه‌نکردن نقشه راه روشن برای کنش سیاسی (پراکسیس) مورد انتقاد قرار گرفته است و اغلب هم به صراحت، هر راه حلی را رد می‌کند.